# Synagogenorgel
Die Synagogenorgel ist eine Pfeifenorgel, die für eine Synagoge gebaut wurde und liturgischen Zwecken dient. Die Synagogenorgel hielt zu Beginn des 19. Jahrhunderts Einzug in den Reformgemeinden, die orthodoxen Gemeinden lehnten sie ab. Während der Novemberpogrome 1938 wurden fast alle Synagogenorgeln in Deutschland zerstört. Die Anzahl der Synagogenorgeln liegt heute weltweit bei unter 100.

## Geschichte
Die ersten Synagogenorgeln sind in Prag für das Jahr 1594 und für das 17. Jahrhundert und in Venedig für das 17. Jahrhundert nachweisbar. In Deutschland war die Einführung der Orgel erst durch die jüdische Aufklärungsbewegung der Haskala möglich. Durch die Öffnung für die christliche Gesellschaft glich sich der jüdische Gottesdienst in den reformorientierten Gemeinden dem protestantischen Gottesdienst an. Nachdem Ende des 18. und zu Beginn des 19. Jahrhunderts in Synagogen die Liturgie verkürzt und der Chorgesang, der Gemeindegesang und Predigt und Gebete in der Landessprache eingeführt worden waren, hielt auch die Orgel in deutschen reformgesinnten Synagogen Einzug. Allerdings blieb das Reformjudentum weitgehend auf Mitglieder der Oberschicht in mittelgroßen und größeren Städten beschränkt. Israel Jacobson ließ im Jahr 1810 für die Jacobsonschule in Seesen eine Orgel bauen. 1815 wurden in Berlin und 1816 in Kassel erstmals synagogale Lieder auf der Orgel begleitet. Für den Hamburger Israelitischen Tempel entstand 1818 die erste in einer deutschen Gemeindesynagoge stehenden Synagogenorgel.
Zu einer Verbreitung der Synagogenorgeln kam es, als die zweite deutsche Rabbinerversammlung 1845 ihren Bau gestattete. In den Folgejahren bauten führende deutsche Orgelbauer ihrer Zeit wie Buchholz, Ladegast, Sauer und Walcker & Cie. Instrumente in Berlin (private Synagoge, 1846), Hildesheim (1850), Mainz (1853), Berlin (Neue Synagoge, 1854), Mannheim (1855), Leipzig (1856). Walcker baute allein zwischen 1910 und 1914 fünf Orgeln mit über 50 Registern für deutsche Synagogen. Die konstruktiven Bauprinzipien unterschieden sich nicht von Kirchenorgeln. In Synagogen wie in Kirchen wurden sie in der Regel auf der Empore aufgestellt. Konnte sich eine liberale Gemeinde keine teure Orgel leisten, schaffte sie ein Harmonium an. Die meisten Gemeinden standen der Orgel kritisch gegenüber, da sie als christliches Instrument betrachtet wurde und aus dem traditionellen Respekt gegenüber dem zerstörten Jerusalemer Tempel das Musizieren am Sabbat unterbleiben sollte. Als die Rabbinerversammlung 1869 in Leipzig die Anschaffung von Orgeln empfahl und 1871 jüdischen Organisten das Orgelspiel am Sabbat erlaubte, nahm die Verbreitung der Synagogenorgel einen weiteren Aufschwung, sodass in fast allen deutschen Großstädten Orgeln in Synagogen erklangen. Bis ins 20. Jahrhundert hinein spielten allerdings überwiegend christliche Organisten auf Synagogenorgeln. Die orthodoxen Gemeinden blieben bei ihrer kritischen Haltung gegenüber der Orgel. In mehreren Städten wie Erfurt, Frankfurt, Mainz, Worms und Zürich führte die Einführung der Orgel zur Spaltung in eine orthodoxe und eine liberale Gemeinde. Teils umfangreiche synagogale Orgelmusik schrieben Louis Lewandowski, Josef Löw, Joseph Sulzer und Moritz Deutsch.
Fast der gesamte Instrumentenbestand wurde in der sogenannten Reichspogromnacht 1938 vernichtet. In den knapp 130 Jahren konnte sich kaum eine spezifisch jüdische Orgelmusik ausprägen. Nach dem Zweiten Weltkrieg wurden in Deutschland nur in Einzelfällen Synagogenorgeln gebaut. Heute gibt es in Deutschland nur noch Synagogenorgeln in der Frankfurter Westend-Synagoge und in der Synagoge Saarbrücken, die beide 1950 gebaut wurden, sowie in der Synagoge Rykestraße (Berlin). In der Bielefelder Synagoge, einer ehemaligen Kirche, wurde die bestehende Orgel übernommen. Eine Orgel aus Berlin steht seit 2011 in der Villa Seligmann in Hannover. In Europa finden sich die meisten Synagogenorgeln in Tschechien (16 Werke). Außerhalb Europas gibt es nur noch in den USA eine größere Anzahl von Synagogenorgeln (etwa 50 Instrumente).

## Bestehende Synagogenorgeln (Auswahl)
| Ort                 | Staat                  | Gebäude                                            | Bild | Orgelbauer                  | Jahr   | Man.  | Reg. | Bemerkungen |
| ------------------- | ---------------------- | -------------------------------------------------- | ---- | --------------------------- | ------ | ----- | ---- | --- |
| Arad                | Rumänien               | Alte Synagoge (Standort)                           |      | Anton Dangl                 | 1864   | II/P  | 17   | |
| Baltimore           | USA                    | Baltimore Hebrew Congregation                      |      | M. P. Möller                | 1951   | II/P  | 26   | Opus 8290 |
| Berlin              | Deutschland            | Synagoge Rykestraße (Standort)                     |      | W. Sauer Orgelbau           | 1960er | I/P   | 7    | Positiv op. 1735 |
| Berlin              | Deutschland            | Synagoge Pestalozzistraße (Standort)               |      |                             |        |       |      | Digitalorgel |
| Bielefeld           | Deutschland            | Synagoge Beit Tikwa (Standort)                     |      |                             |        | II/P  |      | Die bestehende Paul-Gerhardt-Kirche wurde 2008 zur Synagoge Beit Tikwa umgebaut und die bestehende Orgel übernommen. |
| Budapest            | Ungarn                 | Große Synagoge (Standort)                          |      | Jehmlich                    | 1996   | IV/P  | 63   | Neubau; viermanualiger Spieltisch der Orgel des 19. Jahrhunderts in der Villa Seligmann erhalten |
| Cottbus             | Deutschland            | Synagoge (Standort)                                |      | W. Sauer Orgelbau           | 1960er | I/P   | 7    | Die Schlosskirche wurde 2015 zur Synagoge umgewidmet und die bestehende Orgel übernommen. |
| Frankfurt am Main   | Deutschland            | Westend-Synagoge (Standort)                        |      | E. F. Walcker & Cie.        | 1950   | III/P | 36   | |
| La Chaux-de-Fonds   | Schweiz                | Synagoge (Standort)                                |      | Orgelbau Kuhn               | 1910   | II/P  | 10   | renovierungsbedürftig und gegenwärtig nicht in Gebrauch |
| London              | Vereinigtes Königreich | West London Synagoge (Standort)                    |      | Harrison & Harrison         | 1908   | IV/P  | 55   | elektropneumatische Schleiflade; 2007 Restaurierung |
| Los Angeles         | USA                    | Congregation Sinai Synagogue (Standort)            |      | Harris & Co.                | 1909   | II/P  | 11   | |
| Luxemburg (Stadt)   | Luxemburg              | Synagoge (Standort)                                |      | Georges Haupt               | 1952   | II/P  | 21   | |
| Nancy               | Frankreich             | Synagoge (Standort)                                |      | Edmond Alexandre Roethinger | 1948   | II/P  | 11   | |
| New York City       | USA                    | Central Synagogue (Standort)                       |      | Casavant Frères             | 2002   | IV/P  | 46   | |
| New York City       | USA                    | Central Synagogue (Standort)                       |      | Casavant Frères             | 2001   | III/P | 9    | Chororgel |
| Paris               | Frankreich             | Grande Synagogue (Standort)                        |      | Merklin                     | 1875   | II/P  | 26   | |
| Paris               | Frankreich             | Synagoge der Rue Notre-Dame-de-Nazareth (Standort) |      | Cavaillé-Coll               | 1852   | II/P  | 11   | |
| Paris               | Frankreich             | Synagoge Buffault (Standort)                       |      | unbekannt                   | 1970   | II/P  | 13   | Die romantische Orgel wurde 1970 aus Teilen zweier historischer Orgeln (Abbey und Cavaillé-Coll) erbaut. Eine Besonderheit ist die sehr niedrige Aufstellung in den tribünenartigen Rängen der Empore, sodass das Instrument von unten faktisch unsichtbar ist. |
| Paris               | Frankreich             | Synagoge des Tournelles (Standort)                 |      | unbekannt                   |        |       |      | |
| Pittsburgh          | USA                    | Temple Rodef Shalom (Standort)                     |      | Kimball & Co.               | 1907   | IV/P  | 51   | |
| Prag                | Tschechien             | Jerusalemsynagoge (Standort)                       |      | Emanuel Štepán Petr         |        |       |      | |
| Prag                | Tschechien             | Spanische Synagoge (Standort)                      |      | Karel Schiffner             | 1870   | II/P  | 20   | |
| Reims               | Frankreich             | Synagoge (Standort)                                |      | Augustin Brisset            | 1901   | II/P  | 14   | 2013 Restaurierung |
| Rom                 | Italien                | Große Synagoge (Standort)                          |      | Gebr. Rieger                | 1904   | II/P  | 17   | 2011 restauriert. |
| Saarbrücken         | Deutschland            | Synagoge Saarbrücken (Standort)                    |      | Edmond Alexandre Roethinger | 1950   | II/P  | 19   | |
| Syracuse (New York) | USA                    | Temple Concord (Standort)                          |      | Tellers Organ Company       | 1965   | III/P | 33   | |
| Szeged              | Ungarn                 | Neue Synagoge                                      |      | Carl Leopold Wegenstein     | 1903   | II/P  | 21   | 2000/2001 Restaurierung |
| Versailles          | Frankreich             | Synagoge (Standort)                                |      | Aristide Cavaillé-Coll      | 1887   | I/P   | 5    | später auf III/P/16 erweitert |

## Ehemalige Synagogenorgeln (Auswahl)
| Ort                  | Staat       | Gebäude                                                              | Bild | Orgelbauer                  | Jahr | Man.  | Reg. | Bemerkungen |  |
| -------------------- | ----------- | -------------------------------------------------------------------- | ---- | --------------------------- | ---- | ----- | ---- | --- |  |
| Augsburg             | Deutschland | Alte Synagoge in der Wintergasse                                     |      | G. F. Steinmeyer & Co.      | 1865 | I/P   | 8    | nicht erhalten |  |
| Augsburg             | Deutschland | Synagoge                                                             |      | H. Koulen & Sohn            | 1917 | II/P  | 32   | Im Jahr 1939 an die katholische Gemeinde Christ König in Weßling verkauft und dort erhalten (Bild). 1985 Rückführung durch die jüdische Gemeinde abgelehnt. → Orgel                                                                       |  |
| Berlin               | Deutschland | Private Synagoge, Georgenstraße                                      |      | Carl August Buchholz        | 1846 | II/P  | 9    | nicht erhalten |  |
| Berlin               | Deutschland | unbekannt (Privatbesitz?)                                            |      | Wilhelm Sauer               | 1897 | I/P   | 6    | op. 713, während der Zeit des Nationalsozialismus wurde die Orgel an die Herz-Jesu-Kirche in Weinsheim verkauft. 1994 erwarb Andor Izsák das Instrument und schenkte es der Siegmund-Seligmann-Stiftung; 2011 von Oberlinger restauriert. |  |
| Berlin               | Deutschland | Neue Synagoge (Oranienburger Straße)                                 |      | Carl August Buchholz        | 1866 | III/P | 44   | 1910 durch die neue Walcker-Orgel ersetzt. |  |
| Berlin               | Deutschland | Neue Synagoge (Oranienburger Straße)                                 |      | E. F. Walcker & Cie.        | 1910 | IV/P  | 91   | Eine der größten je erbauten Synagogenorgeln; nicht erhalten |  |
| Berlin               | Deutschland | Synagoge Johannisstraße                                              |      | Carl August Buchholz        | 1866 | II/P  | 17   | 1913 durch die neue Steinmeyer-Orgel ersetzt |  |
| Berlin               | Deutschland | Synagoge Johannisstraße                                              |      | G. F. Steinmeyer & Co.      | 1913 | II/P  | 27   | nicht erhalten |  |
| Berlin               | Deutschland | Synagoge Prinzregentenstraße                                         |      | G. F. Steinmeyer & Co.      | 1930 | III/P | 65   | Größte Synagogenorgel der Firma Steinmeyer; nicht erhalten |  |
| Berlin               | Deutschland | Synagoge Fasanenstraße                                               |      | E. F. Walcker & Cie.        | 1912 | III/P | 65   | nicht erhalten |  |
| Berlin               | Deutschland | Synagoge Lützowstraße                                                |      | E. F. Walcker & Cie.        | 1898 | III/P | 44   | nicht erhalten |  |
| Berlin               | Deutschland | Synagoge Levetzowstraße                                              |      | E. F. Walcker & Cie.        | 1914 | III/P | 52   | nicht erhalten |  |
| Berlin               | Deutschland | Synagoge Lindenstraße                                                |      | E. F. Walcker & Cie.        | 1914 | III/P | 52   | nicht erhalten |  |
| Bingen               | Deutschland | Neue Synagoge                                                        |      | E. F. Walcker & Cie.        | 1905 | II/P  | 20   | |  |
| Canstatt             | Deutschland | Synagoge                                                             |      | E. F. Walcker & Cie.        | 1898 | II/P  | 10   | |  |
| Danzig               | Polen       | Große Synagoge                                                       |      |                             |      |       |      | 1938 zwangsweise nach Krakau verkauft; Verbleib unbekannt. |  |
| Darmstadt            | Deutschland | Liberale Synagoge, Friedrichstraße 2                                 |      | E. F. Walcker & Cie.        | 1885 | II/P  | 23   | nicht erhalten |  |
| Dortmund             | Deutschland | Alte Synagoge                                                        |      | E. F. Walcker & Cie.        | 1900 | IV/P  | 48   | mit Fernwerk |  |
| Dortmund-Dorstfeld   | Deutschland | Synagoge (Dorstfeld)                                                 |      | E. F. Walcker & Cie.        | 1907 | II/P  | 10   | |  |
| Dortmund-Hörde       | Deutschland | Synagoge (Hörde)                                                     |      | E. F. Walcker & Cie.        | 1898 | II/P  | 15   | |  |
| Düsseldorf           | Deutschland | Synagoge                                                             |      | E. F. Walcker & Cie.        | 1904 | III/P | 38   | |  |
| Erfurt               | Deutschland | Große Synagoge                                                       |      |                             |      |       |      | |  |
| Essen                | Deutschland | Alte Synagoge                                                        |      | E. F. Walcker & Cie.        | 1913 | III/P | 54   | nicht erhalten |  |
| Frankfurt am Main    | Deutschland | Hauptsynagoge                                                        |      | E. F. Walcker & Cie.        | 1859 | III/P | 37   | 1908 Umbau und Erweiterung durch Walcker auf III/39; nicht erhalten |  |
| Frankfurt am Main    | Deutschland | Westend-Synagoge                                                     |      | E. F. Walcker & Cie.        | 1910 | III/P | 41   | nicht erhalten |  |
| Fürth                | Deutschland | Synagoge                                                             |      | Johannes Strebel            | 1909 | II/P  | 11   | nicht erhalten |  |
| Gießen               | Deutschland | Synagoge                                                             |      | E. F. Walcker & Cie.        | 1900 | II/P  | 28   | Opus 924, nicht erhalten |  |
| Hamburg              | Deutschland | Israelitischer Tempel, Poolstraße, Israelitischer Tempel, Oberstraße |      | Paul Rother                 | 1818 |       |      | 1931 in die Oberstraße umgezogen, nicht erhalten |  |
| Heidelberg           | Deutschland | Synagoge                                                             |      |                             | 1913 |       |      | |  |
| Heilbronn            | Deutschland | Alte Synagoge                                                        |      | E. F. Walcker & Cie.        | 1925 | II/P  | 22   | im Rahmen der Reichsprogromnacht im November 1938 mit der Synagoge zerstört |  |
| Kaiserslautern       | Deutschland | Synagoge (Kaiserslautern)                                            |      | E. F. Walcker & Cie.        | 1886 | II/P  | 18   | nicht erhalten |  |
| Kassel               | Deutschland | Synagoge (Kassel)                                                    |      | Gebrüder Euler              | 1872 | II/P  | 19   | 1928 durch Neubau ersetzt |  |
| Kassel               | Deutschland | Synagoge (Kassel)                                                    |      | Furtwängler & Hammer        | 1928 | III/P | 39   | elektrische Traktur, unter Einbeziehung von Registern der Vorgängerorgel von Euler; 1934 stillgelegt; nicht erhalten |  |
| Köln                 | Deutschland | Synagoge Köln                                                        |      | E. F. Walcker & Cie.        | 1906 | III/P | 40   | nicht erhalten |  |
| Königsberg (Preußen) | Russland    | Liberale Synagoge                                                    |      |                             |      |       |      | |  |
| Konstanz             | Deutschland | Synagoge                                                             |      | Mönch Orgelbau              | 1898 | II/P  | 11   | 1925 in die katholische Pfarrkirche St. Sebastian in Hubertshofen, umgesetzt; dort erhalten |  |
| Krefeld              | Deutschland | Synagoge                                                             |      | E. F. Walcker & Cie.        | 1903 | II/P  | 15   | |  |
| Leipzig              | Deutschland | Große Gemeindesynagoge                                               |      | Friedrich Ladegast          | 1856 | II/P  | 20   | 1898 durch Sauer-Orgel ersetzt; nicht erhalten |  |
| Mainz-Altstadt       | Deutschland | Hauptsynagoge                                                        |      | Bernhard Dreymann           | 1853 |       |      | 1912 ersetzt |  |
| Mainz                | Deutschland | Hauptsynagoge Mainz                                                  |      | W. Sauer Orgelbau           | 1912 | ?/P   | 31   | nicht erhalten |  |
| Mannheim             | Deutschland | Hauptsynagoge                                                        |      | E. F. Walcker & Cie.        | 1855 | II/P  | 24   | 1899 Erweiterungsumbau und Pneumatifizierung durch Walcker (III/P/32), 1938 zerstört |  |
| Metz                 | Frankreich  | Synagoge                                                             |      | Edmond Alexandre Roethinger | 1897 | II/P  | ??   | nicht erhalten |  |
| München              | Deutschland | Alte Hauptsynagoge                                                   |      | Franz Borgias Maerz         | 1887 | II/P  | 25   | 1929 durch neue Orgel von Steinmeyer (III/P/32) ersetzt; nicht erhalten |  |
| München              | Deutschland | Alte Hauptsynagoge                                                   |      | G. F. Steinmeyer & Co.      | 1929 | III/P | 36   | 1937 nach St. Korbinian (München-Sendling) umgesetzt und dort 1944 zerstört. |  |
| Nürnberg             | Deutschland | Synagoge am Hans-Sachs-Platz                                         |      | G. F. Steinmeyer & Co.      | 1874 | II/P  | 29   | 1911 Umbau durch Strebel. 1938 nach St. Karl Borromäus Nürnberg-Mögeldorf umgesetzt, dort 1964 durch einen Neubau der Firma Steinmeyer ersetzt.                                                                                           |  |
| Offenbach am Main    | Deutschland | Synagoge                                                             |      | E. F. Walcker & Cie.        | 1915 | III/P | 35   | nicht erhalten |  |
| Pforzheim            | Deutschland | Synagoge                                                             |      |                             |      |       |      | 1938 zerstört (siehe Foto) |  |
| Potsdam              | Deutschland | Alte Synagoge                                                        |      |                             |      |       |      | |  |
| Saargemünd           | Frankreich  | Synagoge                                                             |      | Frédéric Haerpfer           | 1924 |       |      | 1940 zerstört |  |
| Stettin              | Polen       | Neue Synagoge                                                        |      | Emil Kaltschmidt            | 1875 |       |      | 1914 durch Walcker unter Beibehaltung des Gehäuses ersetzt |  |
| Stettin              | Polen       | Neue Synagoge                                                        |      | E. F. Walcker & Cie.        | 1914 | III/P | 42   | 1938 zerstört |  |
| Straßburg            | Frankreich  | Alte Synagoge                                                        |      | E. F. Walcker & Cie.        | 1898 | III/P | 38   | 1925 durch die spätere Roethinger-Orgel ersetzt. |  |
| Straßburg            | Frankreich  | Alte Synagoge                                                        |      | Edmond Alexandre Roethinger | 1925 | III/P | 58   | 1940 zerstört |  |
| Stuttgart            | Deutschland | Alte Synagoge                                                        |      | Carl Gottlieb Weigle        | 1861 | II/P  | 22   | nicht erhalten |  |
| Thionville           | Frankreich  | Synagoge                                                             |      | Dalstein & Haerpfer         | 1912 |       |      | 1940 zerstört |  |
| Ulm                  | Deutschland | Alte Synagoge                                                        |      | Christoph Ludwig Goll       | 1875 | II/P  | 20   | nicht erhalten |  |
| Wiesbaden            | Deutschland | Alte Synagoge                                                        |      | Carl und Friedrich Weigle   | 1913 | III/P | 38   | Ersatz für eine Orgel von Christian Friedrich Voigt (1869); nicht erhalten |  |
| Zweibrücken          | Deutschland | Synagoge                                                             |      | E. F. Walcker & Cie.        | 1879 | II/P  | 13   | nicht erhalten |  |